# Hipódromo Down Royal
El Hipódromo Down Royal (en inglés: Down Royal Racecourse) es un hipódromo cerca de Lisburn en Irlanda del Norte, Reino Unido. La carrera más valiosa desarrolla allí es la Champion Chase JNwine.com, en el marco del Festival de las carreras de Irlanda del Norte en noviembre. Las carreras de caballos más reconocidas celebradas allí anualmente son las del Úlster Derby. Aunque en realidad esta en el Reino Unido, las carreras en Down Royal están bajo la autoridad de un organismo de carreras de caballos de Irlanda, ya que las carreras de caballos en las islas británicas se dividen en entre Gran Bretaña y toda la isla de Irlanda.